# Marie Surgers
Œuvres principales
- C'est le chemin qui compte (2015)

Marie Surgers, née en août 1978, est une traductrice et auteure française.

## Biographie
Marie Surgers démarre une première carrière professionnelle en tant que maîtresse d’école pour enfants sourds, avant de se consacrer entièrement à la traduction. Elle s'installe un temps au Proche-Orient et à Washington. De ses déambulations, elle trouve l'inspiration pour l'écriture de C'est le chemin qui compte, un carnet de voyage dont les souvenirs se situent au cœur de la Syrie prérévolutionnaire. L'ouvrage est publié en 2011 aux éditions Rue des Promenades.
Au cours de ses années de traduction, elle retranscrit notamment en français les textes de Becky Chambers, Jeff Noon, Celia S. Friedman, Ursula K. Le Guin ou Larry Correia,. En 2015, elle est lauréate du Prix Jacques Chambon pour sa traduction d’Intrabasses de l'auteur britannique Jeff Noon, édité aux éditions La Volte,.

## Publications

### Ouvrages
- C'est le chemin qui compte, Rue des promenades, Collection : Petites choses, 2011,  (ISBN 2918804339)

### Traductions
- Quatre chemins de pardon, Ursula K. Le Guin, L'Atalante, Collection : La Dentelle du Cygne, 309p, 2007,  (ISBN 2841723704)
- L'homme au torque d'or, Simon R. Green, L'Atalante, Collection : La Dentelle du Cygne, 411p, 2008,  (ISBN 2841724115)
- Les Démons sont éternels, Simon R. Green, L'Atalante, Collection : La Dentelle du Cygne, 480p, 2009,  (ISBN 2841724670)
- La trilogie de l'enfant démon - Tome 3 : Harshini, Jennifer Fallon, L'Atalante, Collection : La Dentelle du Cygne, 560p, 2009,  (ISBN 2841724344)
- Le pacte du Hob, Patricia Briggs, L'Atalante, Collection : La Dentelle du Cygne, 384p, 2010,  (ISBN 2841724913)
- Un Psaume pour les recyclés sauvages, Becky Chambers, L'Atalante, Collection : La Dentelle du Cygne, 136p, 2022,  (ISBN 9791036001192)
- Une Prière pour les cimes timides, Becky Chambers, L'Atalante, Collection : La Dentelle du Cygne, 120p, 2023,  (ISBN 9791036001291)

## Distinctions
- 2015 : prix Jacques Chambon de la traduction pour Intrabasses de Jeff Noon, La Volte